# Jeongyeon
Yoo Jeong-yeon (hangul: 유정연, Suwon, Gyeonggi, 1 de noviembre de 1996), más conocida como Jeongyeon (hangul: 정연), es una cantante, bailarina, Modelo, Compositora y MC surcoreana que debutó como idol en el grupo musical Twice de la empresa JYP Entertainment en el 20 de octubre del 2015.

## Biografía
Jeongyeon nació el 1 de noviembre de 1996 en Suwon, bajo el nombre de Yoo Kyung-wan, ella tiene dos hermanas, una de las cuales es la actriz surcoreana Gong Seung Yeon y su padre es Yoo Chang-joon, el cocinero del expresidente Kim Dae-jung.

## Primeros años
Jeongyeon entró a JYP Entertainment el 1 de marzo de 2010, por lo que tuvo 5 años de entrenamiento antes de debutar. Inicialmente, tenían pensado que debutara en un grupo llamado 6Mix con las actuales integrantes de Twice Nayeon, Sana y Jihyo, sin embargo, este proyecto nunca se concretó debido a que se retiraron dos miembros antes del debut.

## Debut y carrera

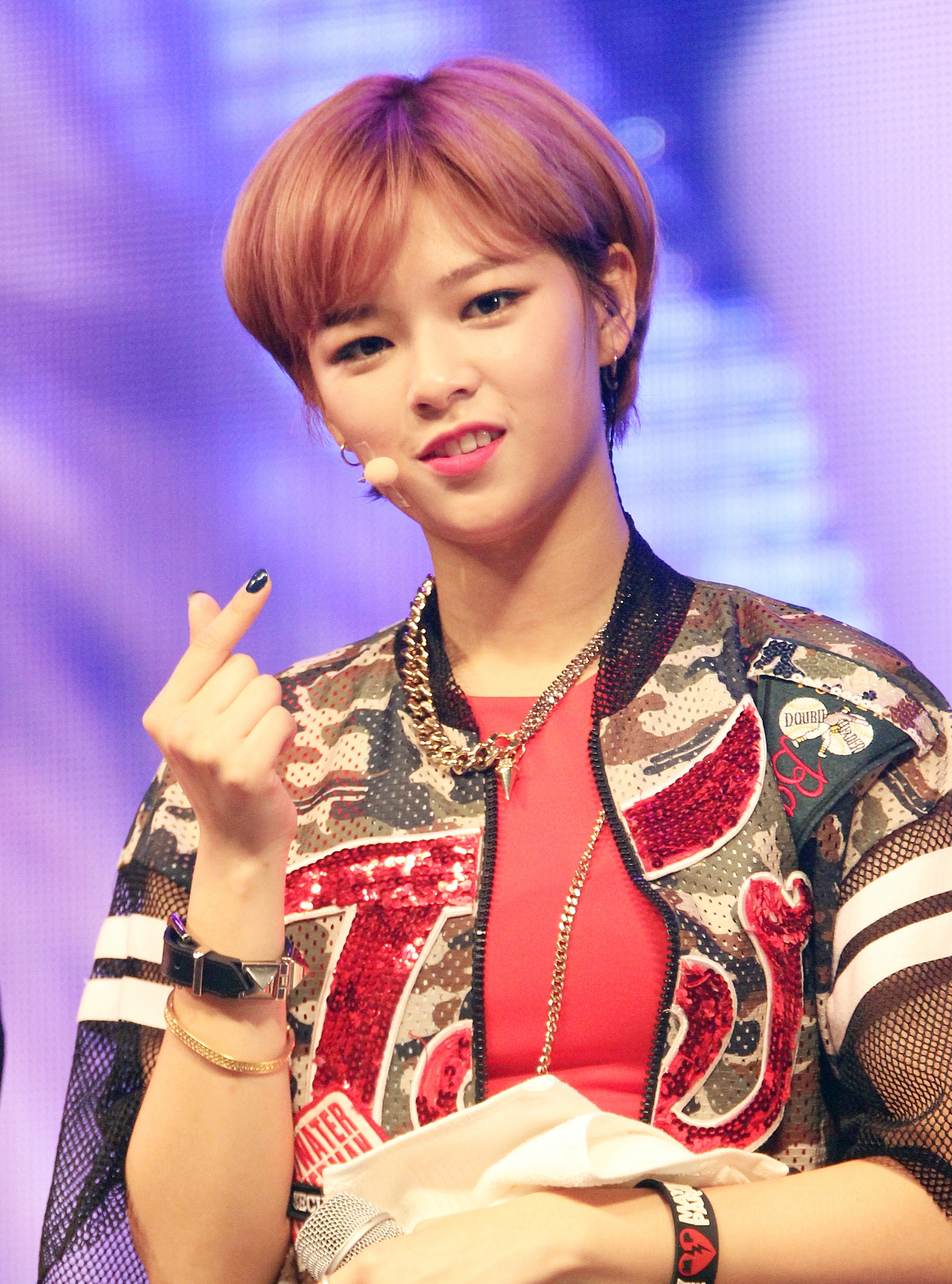
Jeongyeon junto a Twice en su show debut en el 2015

En el año 2015, Jeongyeon participó en el programa Sixteen, un programa de supervivencia destinado a encontrar a las integrantes del nuevo grupo llamado Twice, donde llegó al final del programa y fue elegida como integrante de Twice, finalmente debutando el 20 de octubre de 2015 con el álbum The Story Begins.
Jeongyeon y su hermana fueron anfitrionas en el programa surcoreano Inkigayo desde julio del 2016 hasta enero del 2017, en el cual ambas ganaron el Premio Newcomer en los premios SBS Entertainment de 2016.
El 17 de octubre de 2020, JYP Entertainment publicó un comunicado sobre Jeongyeon de TWICE y sus actividades futuras. La declaración explica que Jeongyeon actualmente está experimentando ansiedad y, después de discutirlo con Jeongyeon y el resto de miembros de TWICE, JYP Entertainment, ha tomado medidas para darle un descanso y que pueda recibir ayuda médica profesional para descansar y recuperarse.
El 18 de agosto de 2021,JYP Entertainment publicó detalles sobre la salud mental de Jeongyeon. La declaración explica que la artista actualmente está experimentando pánico y un trastorno psicológico de ansiedad. "Aunque Jeongyeon estaba avanzando con su agenda tomando simultáneamente medidas para la recuperación, valoramos la salud de nuestros artistas como el tema más importante. Por lo tanto, después de discusiones profundas internamente acompañadas de medidas médicas profesionales, hemos decidido que es necesario que nuestra artista tenga suficiente tiempo para concentrarse en su recuperación y descanso".
Jeongyeon fue reincorporada a mediados del mismo año participando en el álbum Taste of Love, publicado el 9 de junio de 2021, pudiendo continuar con sus actividades.
En el año 2023 Jeongyeon fue modelo para la revista GQ.
Ese mismo año participó en eventos de samsung, siendo invitada para promocionar la dicha marca.
El 1 de noviembre de 2023 fue lanzado el cover o christmas tree interpretado por Jeongyeon el cual fue un gran éxito entrando en el puesto #1 en iTunes en 19 países.

## Discografía
| Año  | Canción            | Álbum                     | Artista(s) | Con                            |
| 2017 | "Love Line"        | Twicetagram               | Twice      | —                              |
| 2018 | "Sweet Talker"     | Summer Nights             | Twice      | Chaeyoung                      |
| 2018 | "LaLaLa"           | Yes or Yes                | Twice      | —                              |
| 2019 | "21:29"            | Feel Special              | Twice      | Todas las integrantes de Twice |
| 2020 | "Sweet Summer Day" | More & More               | Twice      | Chaeyoung                      |
| 2022 | "Celebrate"        | Celebrate (álbum japonés) | Twice      | Todas las integrantes de Twice |
| 2024 | "Bloom"            | With YOU-th               | Twice      | —                              |

## Filmografía

### Programas de televisión
| Año       | Título               | Canal | Rol         | Nota(s)             |
| --------- | -------------------- | ----- | ----------- | ------------------- |
| 2015      | Sixteen              | Mnet  | Concursante |                     |
| 2016      | Muscle Queen Project | KBS   | Concursante |                     |
| 2016–2017 | Inkigayo             | SBS   | Anfitriona  | Con Gong Seung-yeon |